# Ruta Estatal de Nevada 562
La Ruta Estatal 562 es una carretera de este a oeste localizada en el área de Las Vegas que actualmente consta de secciones.  Ambas secciones de la ruta incluyen parte de Sunset Road.

## Descripción de la Ruta
La primera sección de la Ruta Interestatal 562 empieza en la intersección de Sunset Road y Las Vegas Boulevard (anteriormente como la Ruta Estatal 604). La carretera se dirigie al este, brodeando el límite sur del Aeropuerto Internacional Harry Reid, hasta terminar en los límites de la ciudad de Henderson en Annie Oakley Drive.
La Ruta Estatal 562 empieza de nuevo en Sunset Road en la intersección con Gibson Road, justo al este de la autopista de intercambio Interestatal 11/Ruta 93/Ruta 95.  La carretera continúa al este durante una milla antes de terminar en la Boulder Highway (SR 582).

## Historia
La Ruta Estatal 562 era originalmente una ruta continua entre Annie Oakley Drive y Gibson Road.  Esta sección de la carretera fue entregada a la ciudad de Henderson en junio de 2002. El resto de la ruta se prevé que pase a estar bajo el control local de la ciudad. 

## Intersecciones principales
| Condado | Ubicación | Milla | Carreteras interceptadas     | Notas               |
| ------- | --------- | ----- | ---------------------------- | ------------------- |
| Clark   | Las Vegas |       | SR 604 - Las Vegas Boulevard | Terminal occidental |
| Clark   | Henderson |       | SR 582 - Boulder Highway     | Terminal este       |